# Conjunto São Mateus
O Conjunto São Mateus (GO-011) é um complexo de cavernas de 20500 metros de comprimento e considerado até recentemente o maior do Brasil, sendo substituído pela Toca da Boa Vista. Está localizado dentro do Parque Estadual Terra Ronca, no distrito espeleológico de São Domingos, Estado de Goiás. É um dos mais ricos em espeleotemas, incluindo o famoso "Salão das Pérolas", onde os visitantes devem andar descalços para evitar a transposição de sedimentos. Abriga a fauna típica das cavernas, incluindo o peixe-gato cego. Dentro da caverna flui o rio São Mateus, formando praias e deixando sucessivos salões pelo caminho.